# Bolelouc
Bolelouc (Duits: Bolelautz) is een Moravisch dorp,  deelgemeente en basis-residentie-eenheid in de Tsjechische vlek (městys) Dub nad Moravou. Bolelouc telt 413 inwoners (2021). Het dorp vormt samen met Tučapy en Dub nad Moravou een drielingdorp en ligt aan de rivier Morava.

## Geschiedenis
- 1232 – De eerste schriftelijke vermelding van Bolelouc.
- 1976 – De gemeente Bolelouc wordt door de gemeente Dub nad Moravou geannexeerd.[2]

## Aanliggende (kadastrale) gemeenten
| Aanliggende (kadastrale) gemeenten1 | Aanliggende (kadastrale) gemeenten1 | Aanliggende (kadastrale) gemeenten1 | Aanliggende (kadastrale) gemeenten1 | Aanliggende (kadastrale) gemeenten1 |
| ----------------------------------- | ----------------------------------- | ----------------------------------- | ----------------------------------- | ----------------------------------- |
|                                     |                                     | Charváty                            |                                     |                                     |
|                                     |                                     |                                     |                                     |                                     |
| Vrbátky                             | Grygov                              |                                     |                                     |                                     |
|                                     |                                     |                                     |                                     |                                     |
|                                     |                                     | Tučapy                              |                                     | Dub nad Moravou                     |

1 Cursief geschreven namen zijn andere basis-residentie-eenheden binnen de vlek Dub nad Moravou.